# Spitzenbach (Weißenbach)
Der Spitzenbach ist ein linker Oberlauf des Weißenbaches in Weißenbach an der Enns, Markt Sankt Gallen, Bezirk Liezen, Steiermark, Österreich. Er hat einer Breite von unter 5 Metern und eine Gesamtlänge von 7,350 km.

## Verlauf
Der Spitzenbach entspringt südlich des Glöckels auf ca. 1150 m ü. A., fließt nach Westen entlang der Schlucht und des Wandergebiets Spitzenbachklamm, das aufgrund seiner Artenvielfalt auch Tal der Schmetterlinge genannt wird und als steirisches Naturdenkmal unter Schutz steht. Im weiteren Verlauf münden der Eitelgraben und der Rettenbach in ihn, bis er auf ca. 420 m ü. A. durch den Zusammenfluss mit dem Buchauer Bach zum Weißenbach wird.